# Robert Charles Goff

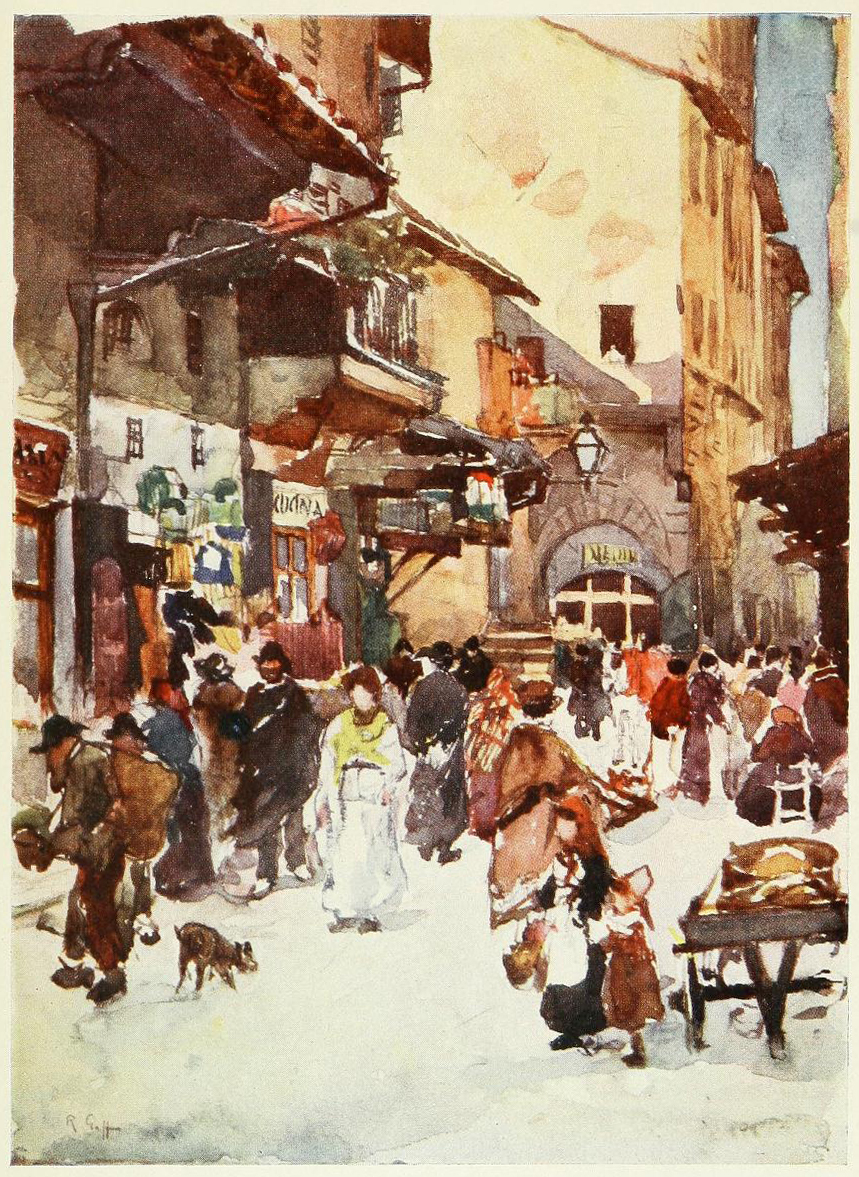
Étude au mercato vecchio de Florence en 1884. Aquarelle, reproduite à Florence et dans certaines villes de Toscane Peinte par le colonel RC Goff · Décrite par Clarissa Goff (Londres : A. & C. Black, 1905)

Robert Charles Goff, né en 1837 à Dublin en Irlande et mort en 1922, est un graveur et peintre spécialisé dans les scènes topographiques. En tant que graveur, il est fortement influencé par le travail de James McNeill Whistler. 

## Biographie
Robert Charles Goff naît en 1837 à Dublin. Il obtient une commission dans le 50th Queen's Own Regiment juste avant son dix-huitième anniversaire,. Il combat pendant la guerre de Crimée et devient adjudant de son régiment avant d'aller à Ceylan et d'être transféré au 15th Foot puis au Coldstream Guards.
Après avoir obtenu le grade de colonel, il se retire de Coldstream Guards en 1878 pour se concentrer sur son travail artistique, ayant appris la gravure à l'eau-forte auprès d'un collègue officier. Il est élu membre de la Royal Society of Painter-Etchers and Engravers en 1887. 
En 1877, il épouse Beatrice Teresa Testaferrata-Abela, fille du baron Testaferrata-Abela de Malte et a un fils, Francis, mort en 1891. Sa femme meurt également et, en 1899, il se remarie avec l'honorable Clarissa Catherine de Hochepied-Larpent, fille d'Arthur de Hochepied Larpent, 8e baron de Hochepied, et devient ainsi le beau-frère de ses amis Philip Napier Miles et George Percy Jacomb-Hood.
Il vit à Londres et à Brighton, mais voyage beaucoup. Pendant la Première Guerre mondiale, il s'installe à la Villa Valerie, Bellaria, La Tour-de-Peilz, en Suisse, où il meurt en 1922. 

## Œuvre
Le musée et galerie d'art de Brighton et Hove abrite une importante collection d'œuvres de Robert Charles Goff. En 2011, l'historienne de l'art Alexandra Loske a effectué des recherches sur cette collection en vue d'une exposition des œuvres de Goff à la galerie des estampes et dessins du musée : « Robert Goff: An Etcher in the Wake of Whistler »  (Robert Goff : un graveur à la suite de Whistler) (du 29 novembre 2011 au 29 avril 2012). L'exposition comprenait environ 50 œuvres de Goff, principalement des eaux-fortes et quelques autres œuvres sur papier. L'exposition présentait des vues locales de Brighton, Hove et du Sussex, ainsi que des images de ses voyages dans d'autres régions de Grande-Bretagne, en Italie, en Égypte et au Japon.